# Göran Engström (författare)
Nils Göran Engström, född 8 januari 1946 i Stockholm, död 6 juni 2016 i Aneby i Småland, var en svensk journalist, författare och hembygdsforskare från Aneby.
Göran Engström gav ut en rad böcker med anknytning till Aneby, bland annat om THX-doktorn Elis Sandberg och ingenjör Malte Liewen Stierngranat. Engström började arbeta som frilansjournalist på Tranås-Posten 1969 och fortsatte sedan på Smålands Folkblads Nässjö-redaktion. Från år 1985 arbetade han på heltid som lokalredaktör på Smålands-Tidningens lokalredaktion  i Aneby. Från år 2001 som kulturredaktör och biträdande nyhetschef på centralredaktionen i Eksjö fram till pensioneringen år 2011.
Engström var från 1961 engagerad i styrelsen för Aneby Jazzklubb. Han mottog 1996 Aneby kommuns kulturstipendium ”För gediget arbete att forska och dokumentera Anebys historia samt jazzens utveckling i Sverige och Aneby  jazzklubb”.
År 2001 erhöll han Riksförbundet Svensk Jazz's utmärkelse Basisten för sin historik av Svenska jazzriksförbundet (se Bibliografi (urval) nedan)
År 2015 mottog han Aneby kommuns miljöpris ”För sin miljöhistoriska skildring Om regleringen av Svartån under 200 år”. Från år 2004 var han sekreterare i Smålands Författarsällskap.